# Stacja paliw

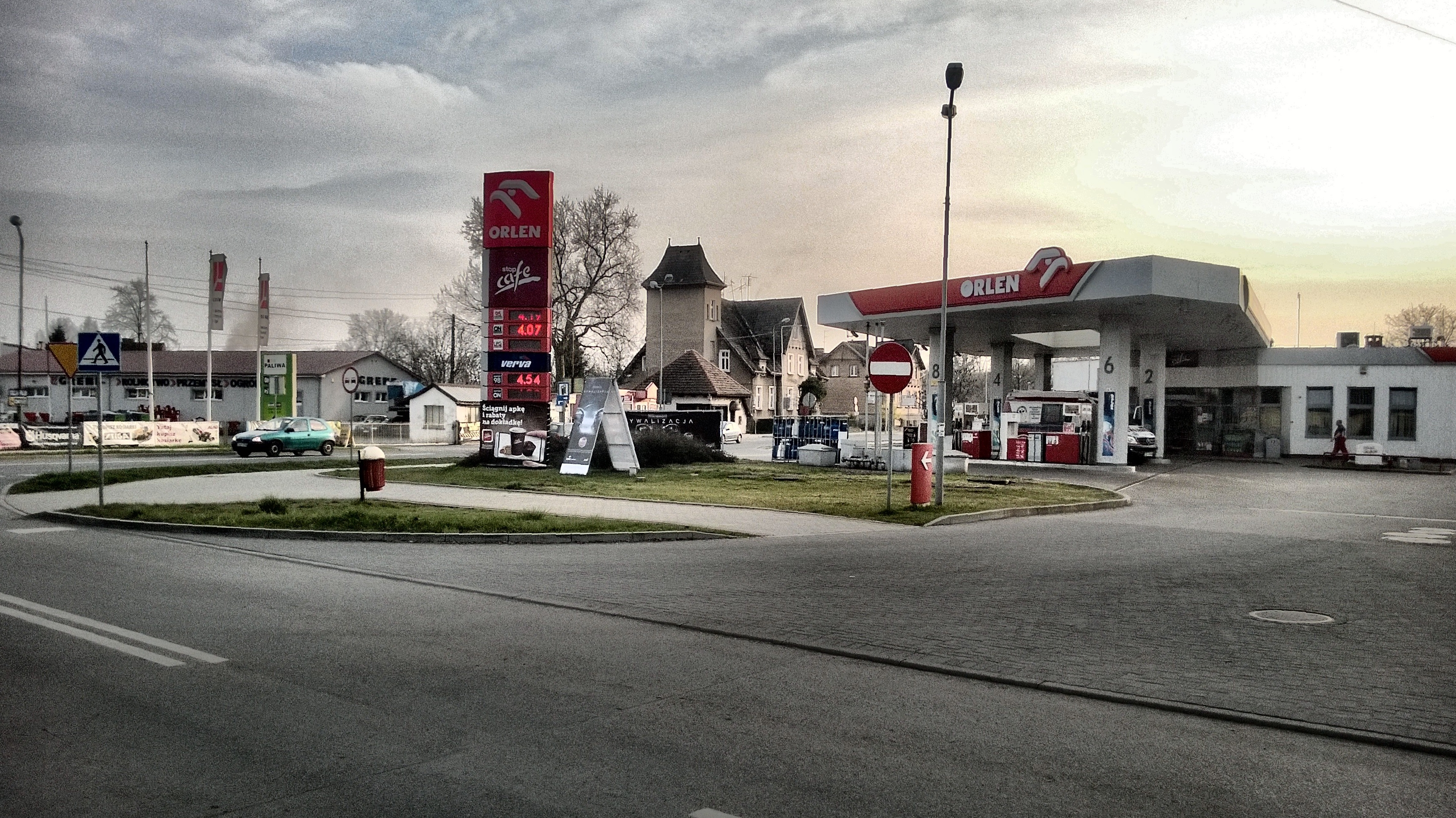
Stacja paliw Orlen

Znak drogowy D-23 oznaczający stację paliwową

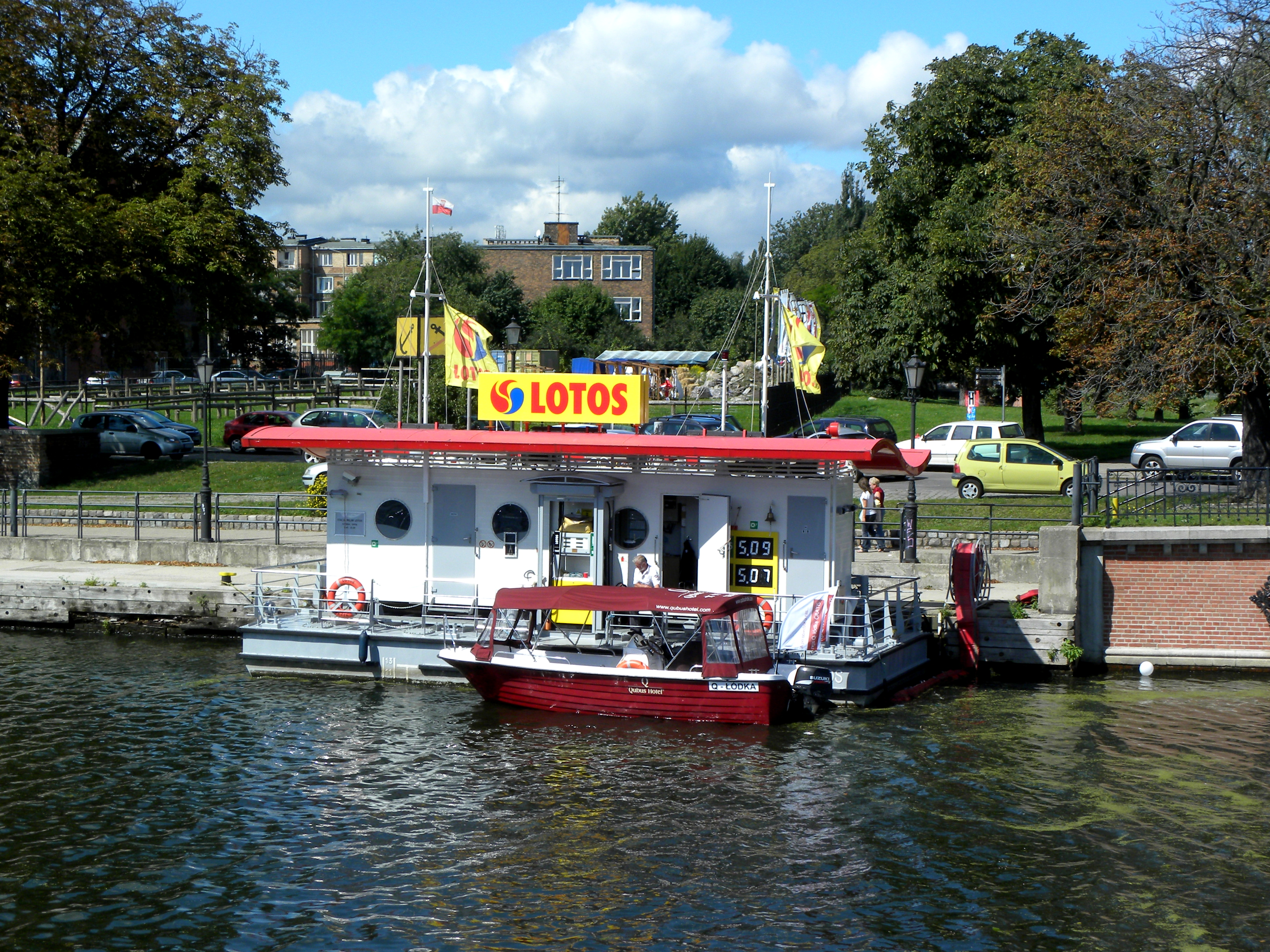
Stacja paliw Lotos na wodzie w Gdańsku

Stacja paliw (również stacja paliw płynnych) – punkt sprzedaży detalicznej paliw, głównie benzyny, oleju napędowego oraz gazu płynnego (LPG), płynów chłodzących, środków czyszczących itp.
Stanowią obiekt budowlany, w skład którego mogą wchodzić: budynek, podziemne zbiorniki magazynowe paliw płynnych, podziemne lub nadziemne zbiorniki gazu płynnego, odmierzacze paliw płynnych i gazu płynnego, instalacje technologiczne, w tym urządzenia do magazynowania i załadunku paliw płynnych oraz gazu płynnego, instalacje wodno-kanalizacyjne i energetyczne, podjazdy i zadaszenia oraz inne urządzenia usługowe i pomieszczenia pomocnicze.
Dawniej, w początkowej fazie rozwoju motoryzacji, sprzedawano w nich wyłącznie paliwo, a czas ich pracy zazwyczaj nie różnił się od czasu otwarcia warsztatów lub sklepów: w nocy i w dni świąteczne stacje bywały nieczynne.
Obecnie stacje paliw – tak w Polsce, jak w większości krajów europejskich – czynne są zazwyczaj całą dobę i przez wszystkie dni tygodnia. Zwykle oferują – prócz sprzedaży paliw – akcesoria motoryzacyjne, drobne typowe części zamienne (żarówki samochodowe, pióra wycieraczek, bezpieczniki samochodowe) itp., a także oleje silnikowe i inne płyny eksploatacyjne do samochodów. Obok tych typowo motoryzacyjnych towarów na stacjach paliw sprzedawane bywają na ogół także napoje oraz artykuły żywnościowe – zazwyczaj batoniki, herbatniki itp. oraz żywność konserwowana, a także np. papierosy i gazety. Bywają tam też instalowane automaty do sprzedaży napojów zimnych i gorących.
Standardowe wyposażenie współczesnych stacji paliw to także toaleta dla podróżnych, często z możliwością użycia łazienki z prysznicem. Często do wyposażenia stacji należy stanowisko do pompowania opon oraz odkurzacz do wnętrza samochodu, czasem automatyczna myjnia dla pojazdów.
Nieco większe stacje paliw mają bardziej rozbudowaną część handlową i oprócz żywności konserwowanej oferują także produkty świeże (pieczywo, gotowe kanapki, przetwory mleczne). Niekiedy przy stacjach paliw funkcjonują małe supermarkety, taki obiekt zaczyna wówczas służyć nie tylko przejeżdżającym kierowcom, ale także i okolicznym mieszkańcom jako dodatkowy sklep całodobowy. Ma to szczególne znaczenie w krajach, w których obowiązuje zakaz handlu w niedziele.
W Polsce (także w Czechach, Niemczech, ale nie jest to regułą w innych krajach) na większości stacji paliw kupić można również piwo i inne napoje alkoholowe.

Znak drogowy z czarnym dystrybutorem informujący o sprzedaży tylko etyliny

Przyjętą powszechnie regułą na drogach w Europie jest informowanie kierowców o zbliżaniu się do stacji paliw za pomocą znaków drogowych z narysowanym stylizowanym dystrybutorem paliwa ustawianych nawet kilka kilometrów od stacji, na ogół z podaną dodatkowo przybliżoną odległością pomiędzy znakiem a stacją. Niegdyś znak drogowy z czarnym dystrybutorem oznaczał stację paliw jako taką, bez dodatkowego określenia, jakiego rodzaju paliwo jest na niej sprzedawane. Natomiast znak z dystrybutorem czarnym i zielonym oznacza stację oferującą m.in. benzynę bezołowiową. Zróżnicowanie to nie występuje współcześnie i jest reliktem z lat 80. i 90., kiedy liczne były jeszcze na drogach pojazdy zasilane etyliną, i nie wszystkie stacje oferowały także benzynę bezołowiową. Dziś większość silników pojazdów dostosowanych jest do benzyny bezołowiowej i nie spotyka się już w Europie stacji sprzedających tylko etylinę, a nie sprzedających bezołowiowej.

Znak drogowy D-23a oznaczający stację oferującą jedynie gaz (LPG)

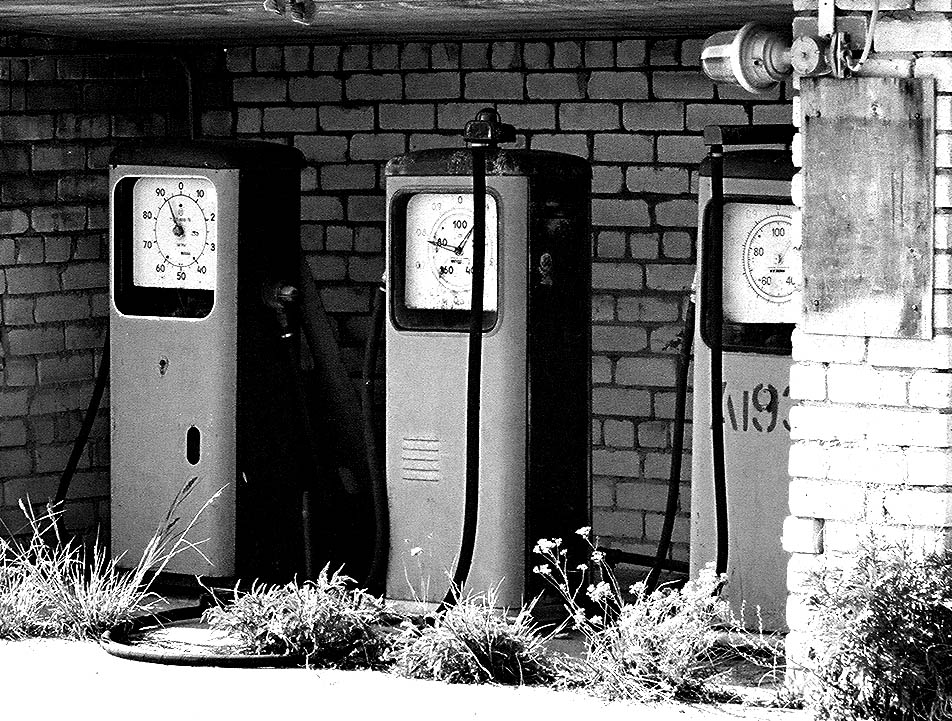
Stare dystrybutory paliwa w ZSRR

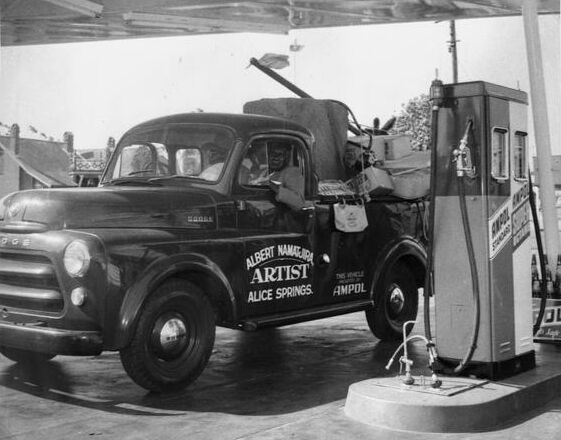
Stacja paliw w Australii w latach 40. XX wieku

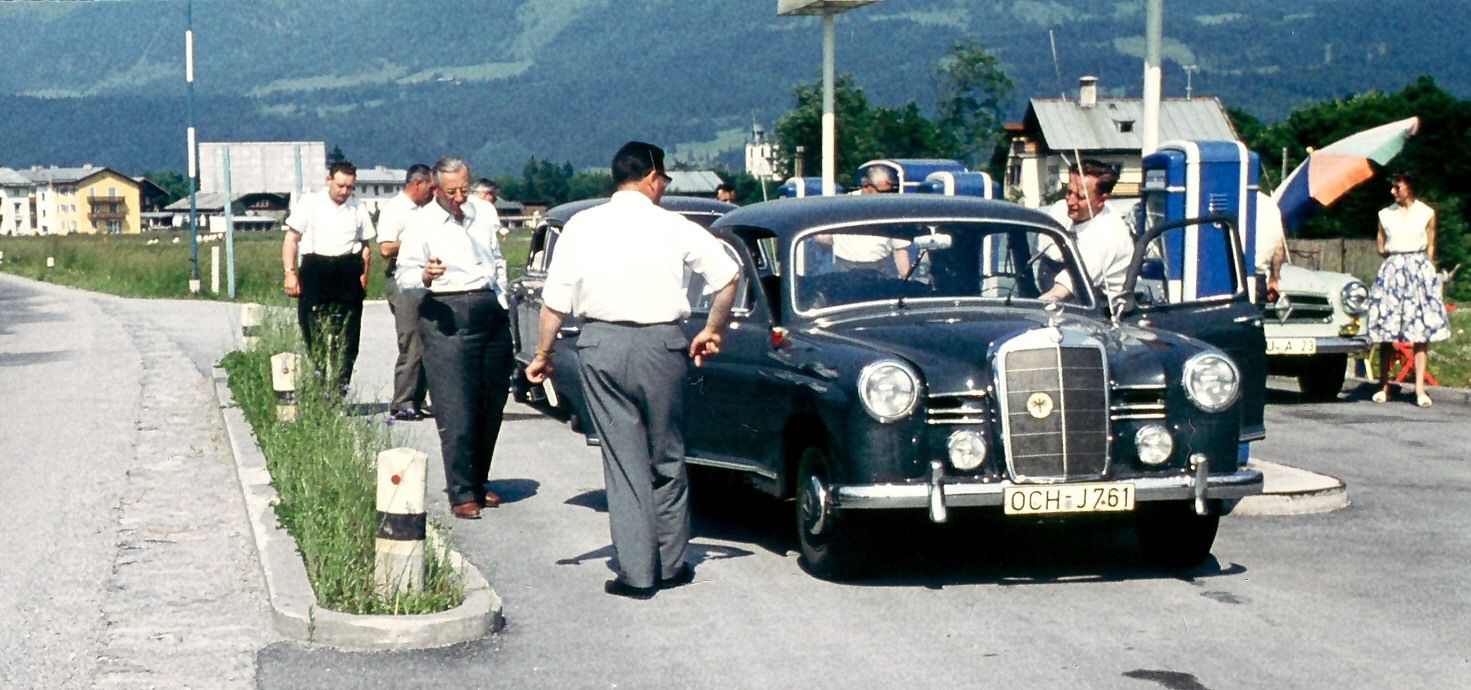
Stacja paliw w Austrii w 1961

Stacje oferujące także LPG oznaczane są w Polsce dodatkowym dopiskiem „LPG” pod znakiem, a w niektórych krajach przy pomocy umieszczenia na znaku jeszcze jednego rysunku dystrybutora (np. na Słowacji w kolorze żółtym, a w Niemczech niebieskim). Stacje oferujące jedynie gaz oznaczane są znakiem D-23a (z napisem LPG GAZ zamiast piktogramu).
Regułą, zwłaszcza na autostradach, ale także na niektórych innych drogach, jest także informowanie kierowców zbliżających się do stacji paliw o tym, ile kilometrów dzielić ich będzie od następnej stacji, jeśli nie skorzystają z tankowania na tej najbliższej. Ma to szczególne znaczenie np. na autostradach w Niemczech, gdzie obowiązkiem kierowcy, egzekwowanym przez policję, jest zaopatrzenie się w dostateczną ilość paliwa tak, aby nie dopuścić do jego wyczerpania na trasie i w konsekwencji do zatrzymania pojazdu z tego powodu.
W Polsce spotykane są także niewielkie stacje paliw, zlokalizowane np. na terenach zakładowych baz transportowych niektórych przedsiębiorstw, w których – oprócz normalnej działalności polegającej na zaopatrywaniu w paliwa pojazdów będących własnością przedsiębiorstwa – sprzedawane jest paliwo także indywidualnym odbiorcom. Stacje takie zazwyczaj czynne są tylko w dni powszednie, w godzinach pracy przedsiębiorstwa. Czasem oferują paliwo po nieco niższych cenach, niż w najbliższej okolicy.
W Polsce stacje paliw pod własnymi markami prowadzą także sieci handlowe, m.in. Intermarché (63 stacje), Carrefour, Auchan i E.Leclerc.
Na koniec roku 2018 w Polsce było 7765 stacji paliw. Ponad 3700 stacji należy do operatorów niezależnych, 1787 do PKN Orlen, a 495 do Lotosu
Największa stacja paliw w Polsce znajduje się w województwie dolnośląskim w Zgorzelcu. Jest to stacja pod marką „Dyskont paliwowy” firmy Citronex o powierzchni ponad 35 000 m², która posiada 31 stanowisk tankowania (22 dla aut osobowych, 9 dla ciężarowych), a także market, kawiarnię, restaurację Picaro i cztery tunele myjni dla TIR-ów.

## Największe sieci stacji paliw w Europie (2018)
- TotalEnergies – 8200 stacji
- Shell – 7800 stacji
- BP – 7000 stacji
- ExxonMobil – 6100 stacji
- Eni – 5500 stacji
- Repsol – 4700 stacji
- Q8 – 4600 stacji
- Avia – 3000 stacji
- Orlen – 2800 stacji
- Circle K 2700 stacji[6][7]

## Historia
Pierwsze stacje paliw w Polsce (zwane pompami) pojawiły się w 1924 w Warszawie (wcześniej benzynę kupowało się w aptekach i składach chemicznych). Na słabo zaludnionych, wielkich obszarach Kresów jeszcze w latach 30. rzadka sieć stacji paliw uniemożliwiała normalne korzystanie z samochodu.
W drugiej połowie XX wieku, ale przed wprowadzeniem do obrotu benzyny bezołowiowej, stacje paliw sprzedawały zazwyczaj jeden, dwa lub trzy rodzaje benzyn, różniące się liczbą oktanową, a także czasem olej napędowy do silników Diesla.